# Crocidura baileyi
Crocidura baileyi — вид ссавців родини Soricidae. Назва на честь американського натураліста та директора музею Альфреда Маршалла Бейлі. Це ендемік Ефіопії. Його природним середовищем існування є субтропічні або тропічні луки на високих висотах.